# Pazo de García Flórez
El pazo de García Flórez es un pazo barroco del siglo XVIII situado entre la calle Sarmiento y la plaza de la Leña de la ciudad española de Pontevedra, en pleno casco antiguo.

## Historia
A finales del siglo XVIII, Antonio García Estévez Fariña y su esposa Tomasa Suárez Flórez encargaron la construcción de este pazo, con el que se amplió otro más pequeño y antiguo.
Un siglo después, entre 1881 y 1930, el pazo se convirtió en sede de la Escuela Normal de Pontevedra.
En la década de 1930, el pazo albergaba la Escuela Graduada para niños en la primera planta, mientras que la segunda se utilizaba como vivienda del director de la escuela. Posteriormente, estas dos plantas fueron alquiladas al Ayuntamiento de Pontevedra.
En la década de 1940, el interior del pazo fue completamente remodelado por el arquitecto Robustiano Fernández Cochón para albergar el Museo de Pontevedra. Se conservó su exterior barroco, se construyeron un arco y un puente de piedra para conectarlo con el pazo de Castro Monteagudo y se colocaron dos estatuas de piedra de la Fortaleza y la Esperanza en las esquinas del tejado. El 15 de agosto de 1943 se inauguró el Pazo de García Flórez como sede del Museo de Pontevedra.
Las salas del museo se abrieron al público el 4 de septiembre de 1946, excepto la reconstrucción del camarote de oficiales de la fragata Numancia que se inauguró el 7 de septiembre de 1946.

## Descripción
El pazo es un destacado exponente del barroco gallego de placas. En el exterior, la fachada principal de la calle Sarmiento tiene un pórtico de tres arcos sobre grandes columnas. En el primer piso se abren tres puertas, rodeadas en su parte inferior por volutas, y en el segundo dos puertas con balcones que se prolongan hasta las fachadas adyacentes, entre las que se encuentra un gran  escudo de piedra coronado por un gran yelmo, originalmente dorado y policromado, rodeado por cinco medallones. En el interior del escudo están representados los linajes de los Estévez, Suárez, Fariña y Flórez. En las esquinas de la parte superior de la fachada hay dos gárgolas.
En la fachada sur hay una puerta en la planta baja y un gran balcón a lo largo de la fachada en el primer piso. En la fachada este hay una sucesión de ventanas y puertas en el piso superior y dos puertas en el primer piso, una de ellas con balcón. La fachada de la calle Pasantería tiene diferentes ventanas distribuidas a lo largo de la fachada en distintas alturas en función de la escalera interior. El pazo tiene 778 metros cuadrados de superficie construida.
En su interior, hay salas dedicadas a las artes decorativas, la escultura y las artes populares. Entre las piezas expuestas se encuentran objetos de azabache, grabados, esculturas religiosas, cerámica de Sargadelos , cristal de La Granja, el despacho del almirante Méndez Núñez, una réplica del camarote de la fragata Numancia y una cocina tradicional gallega.
Tras su remodelación aprobada en 2022, los espacios interiores serán diáfanos y libres de obstáculos, quedando únicamente los muros de carga originales que le darán un aspecto unificado. El pazo contará además con una amplia conexión subterránea con el pazo de Castro Monteagudo.

## Galería de imágenes

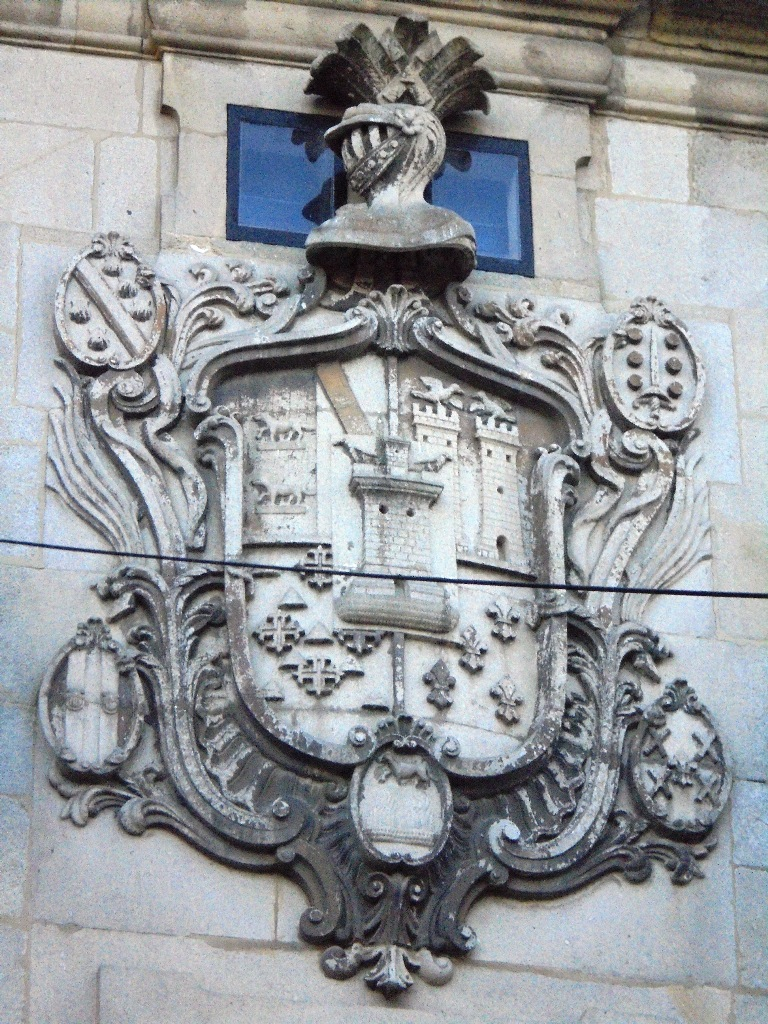
Escudo de armas
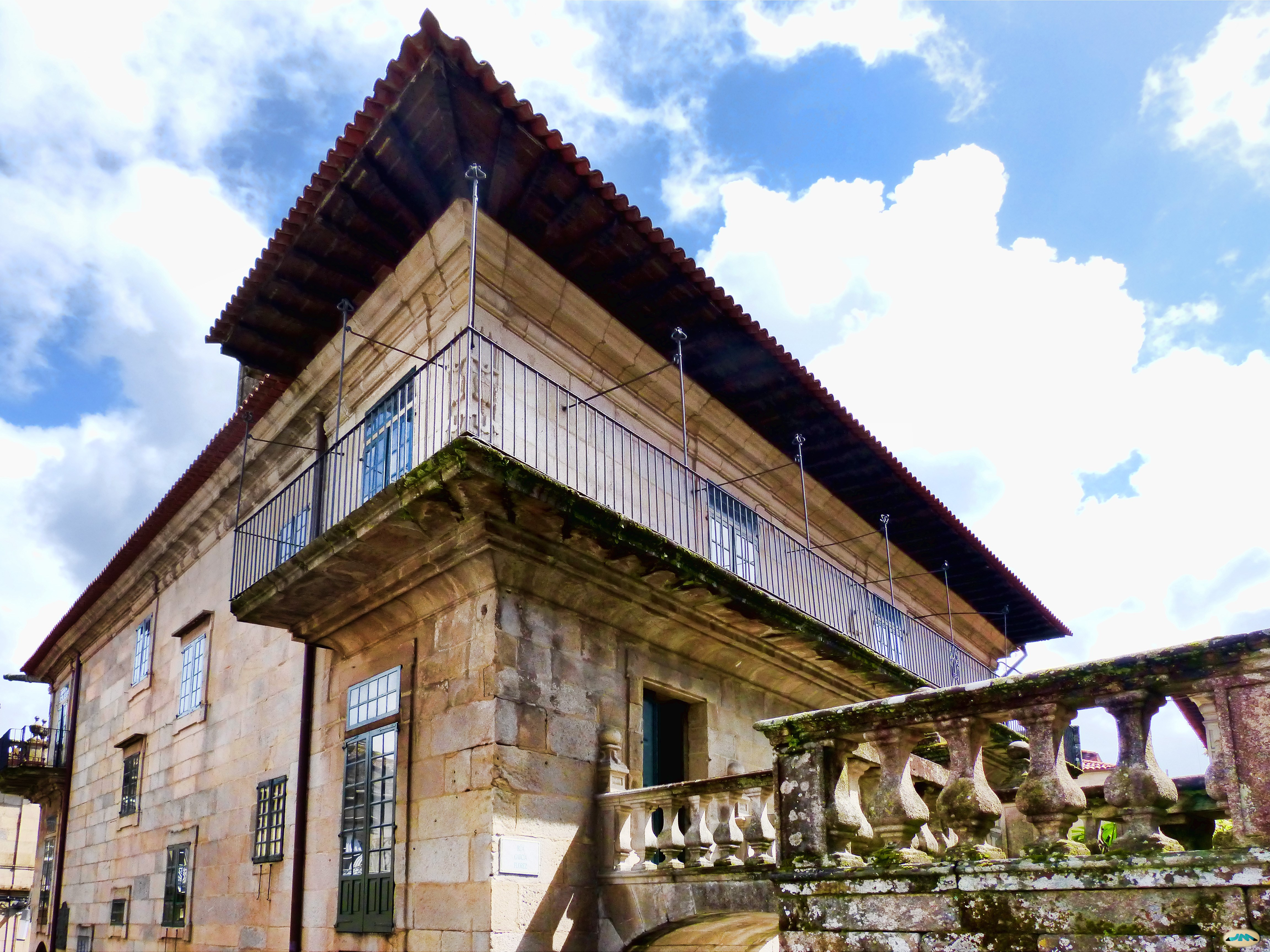
Fachada sur
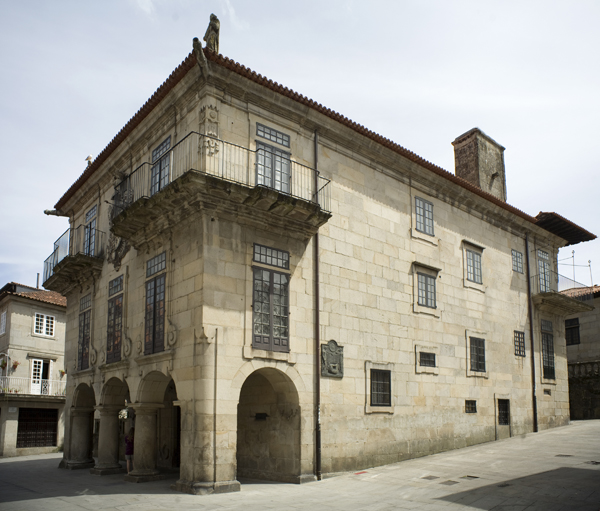
Fachada oeste, calle Pasantería
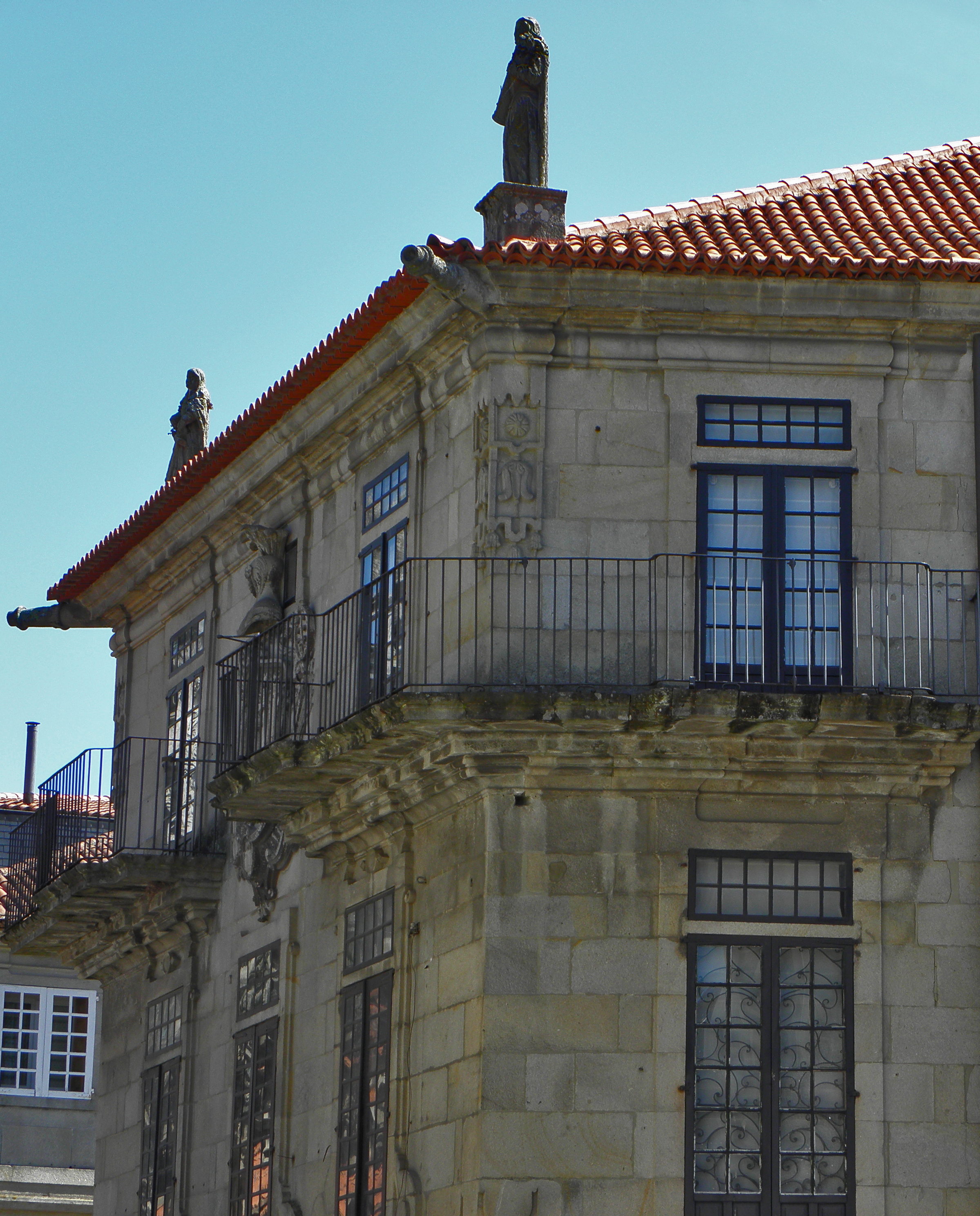
Estatuas de la Fortaleza y de la Esperanza en el tejado
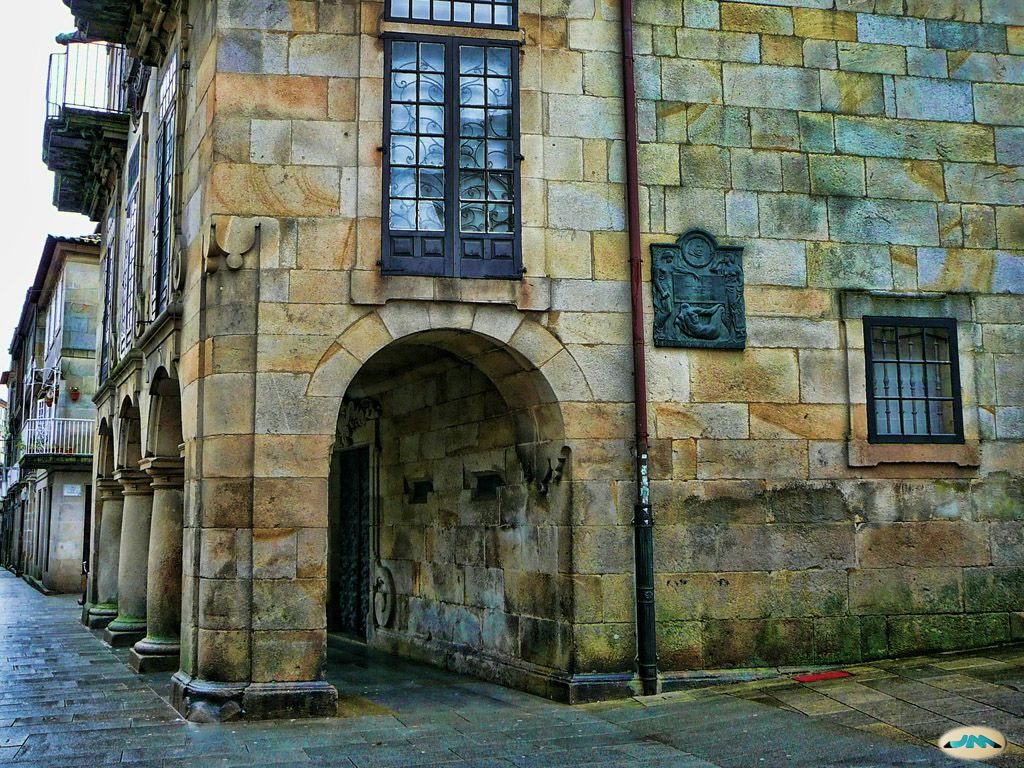
Soportales en la fachada principal
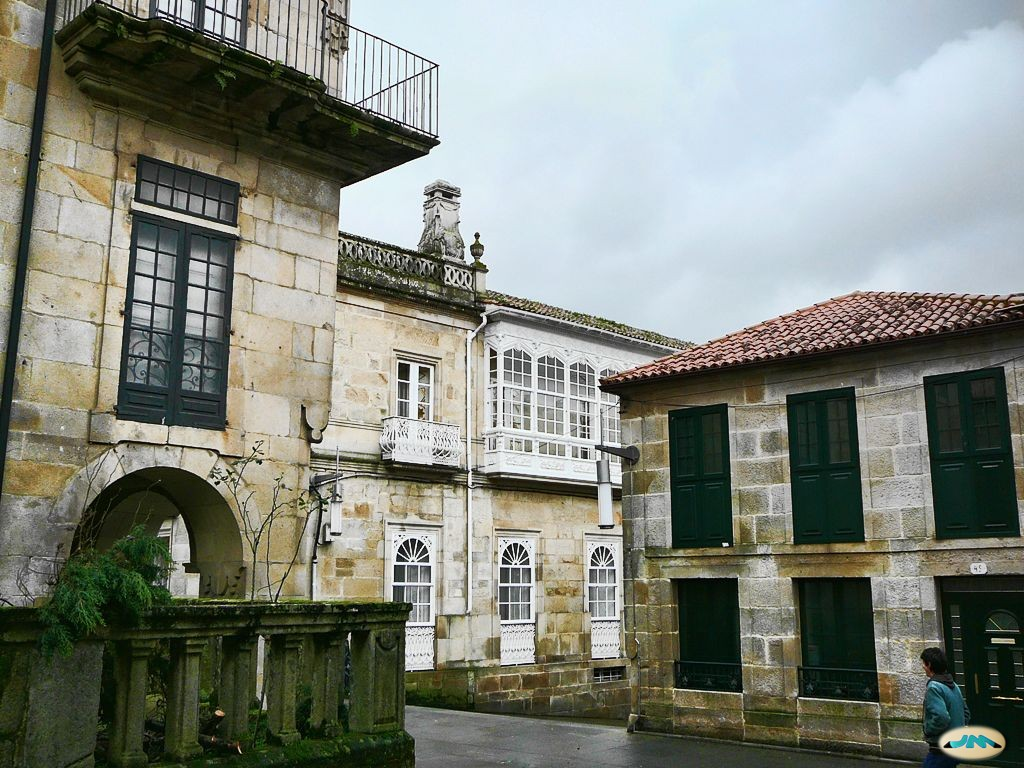
Fachada este
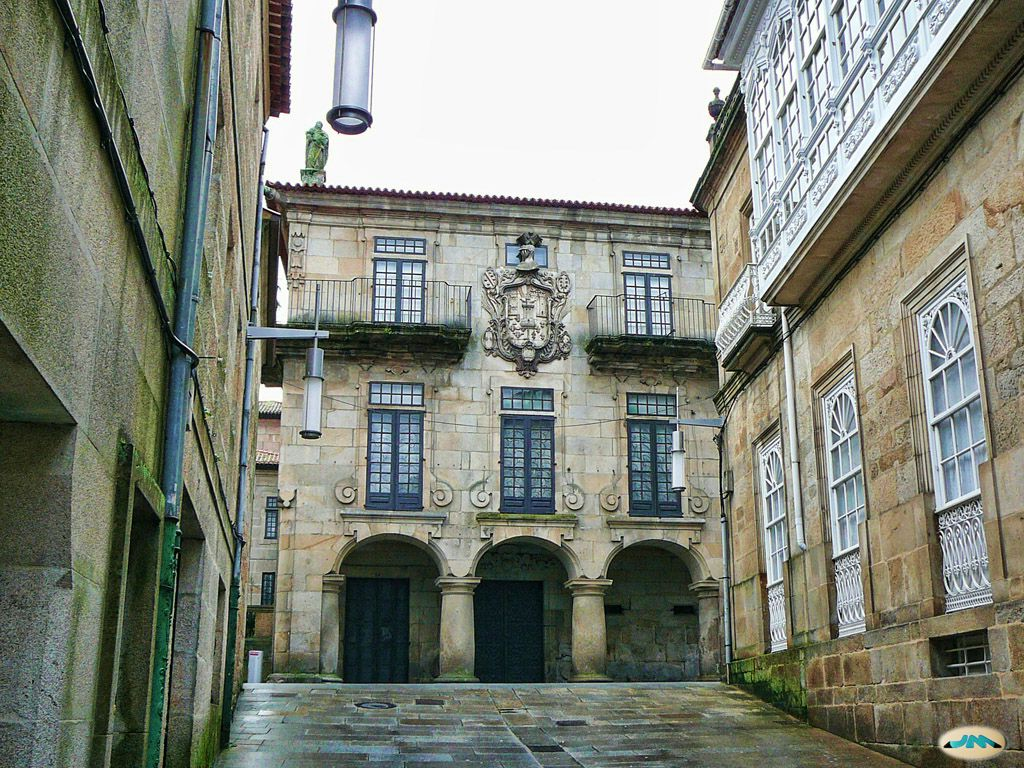
Fachada principal